# Poussières de vie
Poussières de vie è un film del 1995 diretto da Rachid Bouchareb. Fu candidato all'Oscar al miglior film straniero.

## Riconoscimenti
- Premio Oscar
  - Candidatura all'Oscar al miglior film straniero